# Aculepeira machu
Aculepeira machu là một loài nhện trong họ Araneidae.
Loài này thuộc chi Aculepeira. Aculepeira machu được Herbert Walter Levi miêu tả năm 1991.